# Cantó de Chevagnes
El cantó de Chevagnes és una antiga divisió administrativa francesa del departament de l'Alier, situat al districte de Moulins, té 10 municipis i el cap cantonal és Chevagnes. Va desaparèixer el 2015.

## Municipis
- Beaulon
- La Chapelle-aux-Chasses
- Chevagnes
- Chézy
- Gannay-sur-Loire
- Garnat-sur-Engièvre
- Lusigny
- Paray-le-Frésil
- Saint-Martin-des-Lais
- Thiel-sur-Acolin

## Història
| Data d'elecció                           | Identitat        | Partit                        | Qualitat |
| ---------------------------------------- | ---------------- | ----------------------------- | -------- |
| 1945-1970                                | Francis Maguet   | SFIO                          |          |
| 1970-1976                                | Laloi            | Divers droite                 |          |
| 1976-1982                                | René Migeon      | PS                            |          |
| 1982-2007                                | Jean-Marie Potin | Unió Republicana del Borbonès |          |
| 2007-2015                                | Alain Lognon     | PCF                           |          |
| les dades anteriors no són pas conegudes |                  |                               |          |
|                                          |                  |                               |          |

## Demografia
| 1962  | 1968  | 1975  | 1982  | 1990  | 1999  | 2007  |
| ----- | ----- | ----- | ----- | ----- | ----- | ----- |
| 7.318 | 7.678 | 7.558 | 7.539 | 7.423 | 6.743 | 6.982 |